# 通敌

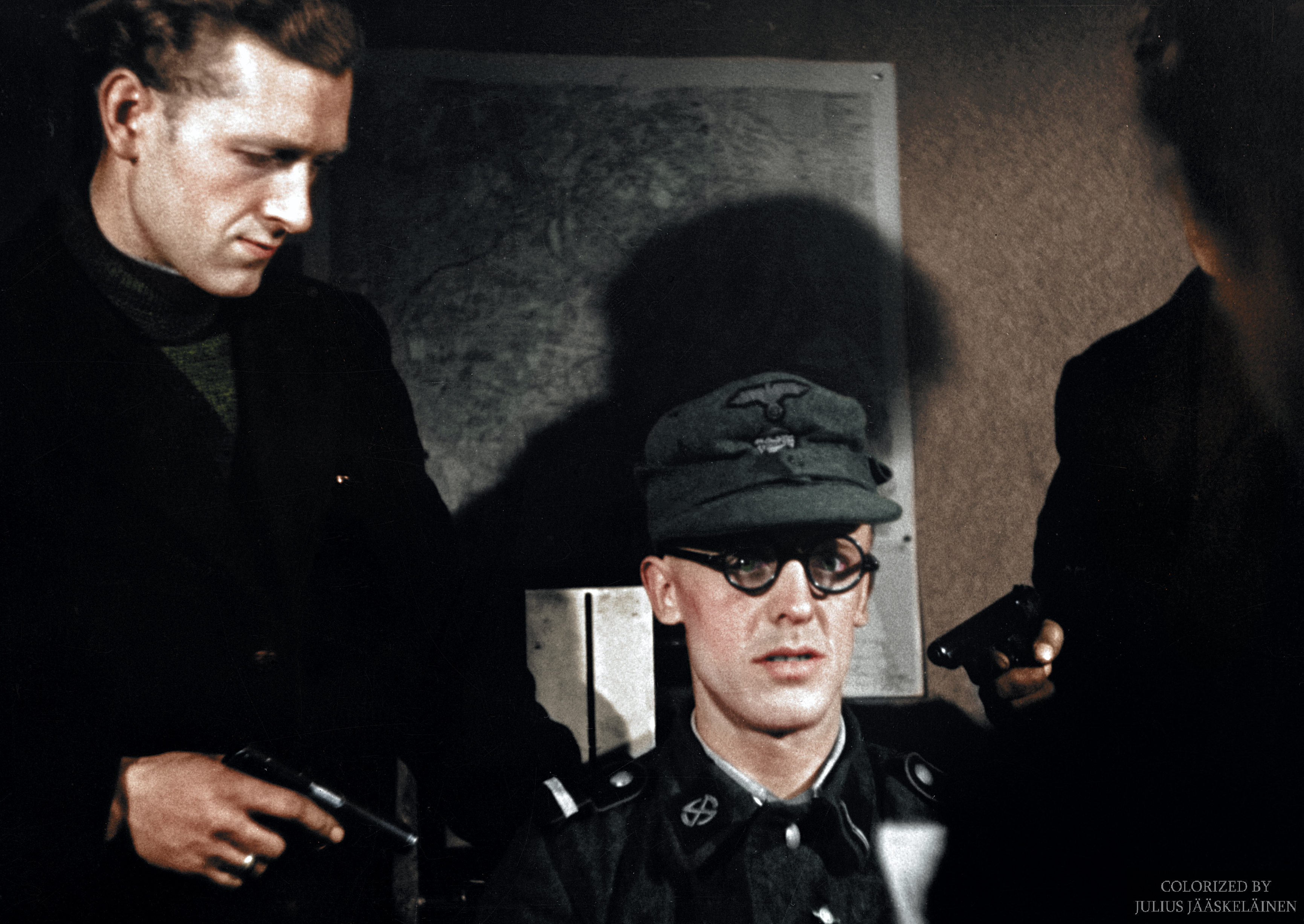
1944年，丹麥抵抗組織成員審問一個通敵者

通敌是当敌人占领国土时与其合作的叛国行为。并且隐含着于占领军串通进行一系列谋杀、迫害、掠夺以及经济剥削还有建立傀儡政权的犯罪活动。
詹姆斯·梅斯·沃德認為，雖然通敵有時被視同叛國，但在菲律宾的被囚禁平民（多數美國人）之中，就存在「正當通敵」（英語：legitimate collaboration），藉與囚禁他們的日本人合作互利，增加自己的存活機會。
二戰軸心國戰敗後，多有通敵者被當眾羞辱、監禁、處決。在法國，估計有10,500名通敵者被處決，僅部分有經法律程序判定。